# De plaisir
Pour plus de détails, voir Fiche technique et Distribution.
De plaisir est un court métrage français réalisé par Catherine Abécassis et sorti en 2009.

## Synopsis
Après la mort de leur enfant, Anna et Jean essaient de retrouver le plaisir de vivre.

## Fiche technique
- Titre original : De plaisir
- Réalisation : Catherine Abécassis
- Scénario : Catherine Abécassis
- Musique : Nicolas Baby
- Photographie : David Chizallet
- Son : Benjamin Jaussaud
- Montage : Frédéric Charcot
- Décors : Guillaume Deviercy, Amélie Pichereau-Quentin
- Pays d'origine :  France
- Langue de tournage : français
- Tournage extérieur : Caen (Calvados)
- Producteurs : Gaëlle Bayssière, Didier Creste
- Société de production : Everybody On Deck (France)
- Société de distribution : n/a
- Format : couleur — super 16 mm — 1.66:1 Betacam numérique — son stéréophonique
- Genre : drame, court métrage
- Durée : 19 min
- Date de sortie :  20 octobre 2009
- Mention CNC : tout public (visa no 118486 délivré le 2 octobre 2009)

## Distribution
- Julie Gayet : Anna
- Benjamin Biolay : Jean
- Valérie Maës : la femme
- Jean-Marc Barr : Christian
- Diego Alonzo : l'enfant